# باباي وإبنه
باباي وإبنه (بالإنجليزية:Popeye and Son) هو مسلسل رسوم متحركة أمريكي كوميدي يعتمد على شريط باباي الهزلي الذي أنشأه إلزي سيغار ونشرته كينغ فيوتشرز سينديكيت إنك، تم إنتاج المسلسل بشكل مشترك من قبل هانا-باربيرا و King Features Entertainment التابعة لـ King Features Entertainment، وتم بث المسلسل لموسم واحد من ثلاثة عشر حلقة على سي بي اس، السلسلة متابعة لـساعة باباي الأحدث (رسوم متحركة) قام موريس لامارش بأداء صوت بوباي في هذه السلسلة (خلفًا لجاك ميرسر في هذا الدور) ، بينما كان الكثير من الممثلين في ساعة باباي الأحدث (رسوم متحركة) تمت إعادة تمثيل أدوارهم باستثناء داوس بتلر، ومع ذلك أعربت نانسي كارترايت عن وودي في المسلسل الذي تدربت فيه على يد بتلر، وهي أيضًا المجموعة الأولى من رسوم باباي الكرتونية التي تم إنتاجها منذ وفاة ميرسر في عام 1984 بعد تشغيلها الأصلي على شبكة سي بي إس، تمت إعادة عرض هذه السلسلة على شبكة الولايات المتحدة الأمريكية في موسم 1989-90 وعلى قناة العائلة من سبتمبر 1994 إلى ديسمبر 1995.

## روابط خارجية
- باباي وإبنه  في قاعدة بيانات الأفلام على الإنترنت (بالإنجليزية)